# برنت ثيودور أنكر
برنت ثيودور أنكر (بالنرويجية البوكمول: Bernt Theodor Anker)‏ هو كاتب وقسيس نرويجي، ولد في 7 مارس 1867، وتوفي في 21 أغسطس 1943.